# GMA (TV-kanal)
GMA är ett stort kommersiellt tv- och radionätverk i Filippinerna. Det bildades år 1950 av Robert Larue Stewart.

## TV-program i urval

### Nyheter
- 24 Oras (2004)
- 24 Oras Weekend (2010)
- GMA News Update (2016)
- Saksi (1995)
- Unang Hirit (1999)

### Drama
- Dragon Lady (2019)
- Hiram na Anak (2019)
- Inagaw na Bituin (2019)
- My Special Tatay (2018)
- Kara Mia (2019)
- Sahaya (2019)
- TODA One I Love (2019, produsert av GMA News and Public Affairs)
- Daig Kayo ng Lola Ko (2017)
- Magpakailanman (2002)
- Maynila (1998, produsert av Maynilad Golden Productions, Inc.)
- Stories for the Soul (2017)
- Tadhana (2017, producerad av GMA Public Affairs)

### Variete
- Eat Bulaga! (1995, producerad av TAPE Inc.)
- Studio 7 (2018)
- Sunday PinaSaya (2015, co-producerad med APT Entertainment)
- Toppstar TV (2018, co-producerad med Rebisco)
- Wowowin (2015, co-producerad med WBR Entertainment Productions)

### Komedie
- Bubble Gang (1995)
- Daddy's Gurl (2018, co-producerad med M-Zet Productions och APT Entertainment)
- Dear Uge (2016)
- Pepito Manaloto: Ang Tunay na Kuwento (2010)

### Fotnoter
Den här artikeln är helt eller delvis baserad på material från engelskspråkiga Wikipedia, GMA Network, tidigare version.